# لا في إكو
لا في إكو (بالفرنسية: La Vie Éco)‏ صحيفة اسبوعية مغربية مستقلة ناطقة باللغة الفرنسية , تتخصص الصحيفة بنقل الاخبار الاقتصادية والمالية

## وصلات خارجية
- الموقع الرسمي للصحيفة (بالفرنسية)

1. 1 2  مذكور في: بوابة الرقم الدولي الموحد للدوريات. الرَّقم التَّسلسليُّ المِعياريُّ الدَّوليُّ (ISSN): 0505-4885. الناشر: ISSN International Centre. لغة العمل أو لغة الاسم: الإنجليزية.